# Gamezebo
Gamezebo là một trang web tập trung vào phạm vi biên tập của ngành công nghiệp trò chơi di động , cung cấp các cuộc phỏng vấn, đánh giá, xem trước, hướng dẫn chiến lược và tin tức. Nó đã tập trung vào các trò chơi thông thường , nhưng sau khi thiết kế lại vào năm 2014, trang web đã thay đổi hướng để chủ yếu làm nổi bật các trò chơi dành cho thiết bị di động.
Trang web có các trò chơi nổi bật từ các studio và nhà xuất bản bao gồm PlayFirst , Big Fish Games , Oberon , RealArcade / GameHouse , MumboJumbo , Playrix , Gogii Games , Sandlot Games , Reflexive Entertainment , Row Sham Bow, Inc và Last Day of Work . Trang web cũng làm nổi bật các trò chơi trên web mới, trò chơi trực tuyến nhiều người chơi (MMO) thông thường và trò chơi điện tử trên bảng điều khiển thông thường.
Trang web này cũng được các nhà phát triển và nhà phát hành trò chơi thông thường tham khảo, liên quan đến các bài đánh giá, tin tức và hướng dẫn của họ.

## Lịch sử
Gamezebo được thành lập vào năm 2006 bởi Joel Brodie , cựu giám đốc phát triển kinh doanh của Yahoo! Trò chơi và qua nhiều năm đã phát triển trở thành phương tiện hàng đầu về trò chơi thông thường, với tối đa 3,5 triệu lượt xem trang mỗi ngày. Để đối phó với sự thay đổi từ trò chơi thông thường sang trò chơi xã hội, trang web Gamezebo đã được cập nhật lớn vào tháng 2 năm 2010. Nó đã được iWin mua lại vào tháng 3 năm 2016.

### Nhà văn
Ngoài chủ sở hữu Joel Brodie và tổng biên tập Jim Squires, Gamezebo còn có một mạng lưới cộng tác viên tự do gồm khoảng 20 người phụ trách lĩnh vực trò chơi thông thường và xã hội. Những người đóng góp hiện tại và trước đây bao gồm Marc Saltzman, Scott Steinberg, David Laprad, Justin McElroy , Kyle Orland, Chuck Miller, Margie Bissainthe, Meryl K. Evans, Vinny Carrella, Andrew Hayward, Erin Bell, Andrew Webster, Christina Winterburn, Lisa Haasbroek, Martijn Müller, Brandy Shaul, Talor Berthelson, Tawny Müller, Nick Tylwalk và Brian Anthony Thornton.

### Nhà Zeebys
Vào năm 2007, Gamezebo và Hiệp hội trò chơi thông thường đã cùng nhau ra mắt Zeebys, một bộ giải thưởng công nhận những trò chơi thông thường hay nhất mỗi năm. Các giải thưởng được chia thành hai hạng mục: Giải thưởng Bình chọn của mọi người do công chúng bình chọn, trong khi Giải thưởng Thủ công do các thành viên đã đăng ký của Hiệp hội trò chơi thông thường bình chọn. Những người đoạt giải Zeeby năm 2006 đã được công bố tại Amsterdam , Hà Lan như một phần của CGA Europe: West 2007.

### Giải thưởng và sự tham gia của ngành
Năm 2008, Gamezebo được Viện Hàn lâm Khoa học và Nghệ thuật Kỹ thuật số Quốc tế đề cử cho Giải thưởng Webby ở hạng mục Trang web liên quan đến Trò chơi điện tử hay nhất.